# Бжег
Бжег (на полски: Brzeg; на немски: Brieg) е град в Южна Полша, Ополско войводство. Административен център е на Бжегски окръг. Обособен е като самостоятелна градска община с площ 14,61 км2.

## География
Градът се намира в историческата област Долна Силезия. Разположен е край левия бряг на река Одра, на 44 километра северозападно от Ополе, на 13 километра югоизточно от Олава и на 40 километра югоизточно от Вроцлав.

## История
Бжег е едно от най-старите селища в Силезия. Отъждествява се с отбелязания в картата на Клавдий Птолемей град Будоригум. За пръв път селището е споменато в писмен източник през 1234 година под името Високи Бжег. През 1248 година получава градски права от княз Хенрик III Бяли. След разделянето на Легнишкото княжество през 1311 година, градът става столица на Бжешкото княжество. През 1329 година княз Болеслав III Щедри полага васална клетва към чешкия крал. През 1741 година Бжег е присъединен към кралство Прусия, като остава в немски ръце до 1945 година, когато е предаден на Полша.

## Население
Според данни от полската Централна статистическа служба, към 1 януари 2014 г. населението на града възлиза на 36 980 души. Гъстотата е 2531 души/км2.

## Личности

### Родени в Бжег
- Алексей Гусков – руски актьор
- Мечислав Домарадзки (1949 – 1998) – полски и български археолог
- Курт Мазур – немски диригент
- Георг Гебел младши – немски композитор
- Емилия Комарницка – полска актриса
- Яцек Проташевич – полски политик
- Станислав Говловски – полски политик
- Цезари Островски – полски актьор
- Малгожата Липска – полска хокеиска на трева
- Анна Вжежинска – полска лекоатлетка
- Аркадиуш Блаха – полски ханбалист, национал
- Марек Будни – полски ханбалист, национал

## Градове партньори
- Гослар, Германия
- Бероун, Чехия
- Bourg-en-Bresse, Франция